# Красный Яр (дом отдыха, Кишертский район)
Красный Яр — дом отдыха (тип населенного пункта) в Кишертском районе Пермского края России.

## История
С 2004 до 2013 гг. входил в Мечинское сельское поселение, с 2013 до 2020 гг. — в Осинцевское сельское поселение.

## Население
| 2000 | 2004 | 2008 | 2010 | 2011 | 2012 | 2015 |
| ---- | ---- | ---- | ---- | ---- | ---- | ---- |
| 164  | ↘153 | ↘141 | ↗149 | →149 | ↗156 | ↘139 |
| 2016 |      |      |      |      |      |      |
| ↗146 |      |      |      |      |      |      |

## Инфраструктура
В деревне есть санаторий, магазины и автобусное сообщение.